# 鸕鶿科
鸕鶿科，或作鸕鷀科，又名摸魚公、墨鴉、水老鴉、烏鬼，是鳥綱鲣鸟目下的一個科。本科的物種分布於幾乎全球各地的水域環境邊，是一種水鳥，目前現生7個屬39個物種，另有1個種已絕滅。
鸕鶿科最早可在白堊紀時找到其化石，是一類顏色較為黯淡的鳥類，其中北半球的物種體色大多偏深；而南半球的鸕鶿則以背黑腹白為主。繁殖季期間，部分物種在頭頂上會出現額外的冠飾。牠們多為一夫一妻制的集體繁殖，卵孵化有明顯的前後順序，23—35天左右孵化而出，50—80天後可離巢。本科成員身形普遍修長，擅於潛水以捕食水中魚蝦，也因此有著並不防水的羽毛以適應水性。這也使之往往在上岸後會在一旁展開翅膀以晾乾浸濕的羽毛、調整體溫的行為成為其特徵之一。這個適應性在難飛鸕鶿身上有著更進一步的發展：雖然這個物種並不會飛，但牠們有著更大的體型及有力的腳以獲得更大的水下推進力。
人們借其捕魚的技巧，發展出了名為鸕鶿捕魚的技術，而其形象也被應用在神話形象當中。目前多數鸕鶿科成員族群趨勢較為穩定，但仍易受到環境變化的帶來的食物減少影響，特別是那些局限於島上的特有種——牠們天生族群就少，有著較高的滅絕風險。目前唯一一種絕滅的鸕鶿——僅分佈於白令島上的白令鸬據推測即因不善飛，而遭到過度捕獵並絕滅。

## 命名歷史與建立

《古今图书集成》博物彙編禽蟲典內所繪之鸕鶿

「鸕鶿」一名可追溯至《爾雅翼》一書，當時這種鳥類已有單名「鷀」，而後又加上「盧」一字形成「盧鷀」，兩字皆用於形容鸕鶿其深黑色的羽毛（「茲」字由兩個玄字組成）。唐代詩人杜甫《戲作俳諧體遣悶》中其中一詩描述「家家養烏鬼，頓頓食黃魚」，被一些註解認為指的就是鸕鶿，但也有考察認為杜甫指的是水獺或豬，又作「鬼烏」。
英文名稱源自12世紀時的古法語一詞，原指稱「海烏鴉」（Sea raven），當時的歐洲人們認為普通鸕鶿是某種類型的烏鴉；但也有另一種說法認為其由來與撒旦與烏鴉之間的關係有關，這也是當時唯一在歐洲稱為的鸕鶿。後者則來自部分物種頭頂上「毛茸茸的（Shaggy）冠羽」，該詞原先用以指稱蓬亂的衣物，用以形容這些物種頭頂的蓬鬆羽毛，而一詞在古英語中也恰好為。及皆可指稱本科物種，且兩者大多相通用，但後者較常用於稱呼體型相對較小，且頭部有冠的種類。世界鳥類學家聯合會欲解決此一問題，但受到研究結果間的衝突，以及南美洲分類委員會（South American Classification Committee）拒絕了此一提案，截至2024年此一名稱混用問題尚未解決。
鸕鶿科由德國鳥類學家路德維希·賴興巴赫於1849—1850年間以亞科形式的建立，所以有時在不同文獻中其命名年分可能有所不同。學名則由鸕鶿屬的名稱變化而來。雖然其命名年份較卡爾·雅各布·鬆德瓦爾及约翰·弗里德里希·冯·勃兰特分別給予的及來得晚，但因符合《國際動物命名規約》的命名慣例而有命名優先權。該詞來自古希臘語的（指「禿頭的」）及（指「烏鴉」）組合而成。

## 分類學
傳統上，鸕鶿同其他趾間有蹼、具有喉囊、缺乏孵卵斑及鹽腺完全在眼窩內等有共通外觀特徵的物種（如鵜鶘、熱帶鳥以及鰹鳥等）皆被歸類於鵜形目下。:3261991年，美國生物學家查勒斯·西布萊及喬恩·艾爾奎斯特發布了鳥類DNA分類系統，發現當時的鵜形目很可能是一個多系群，將本科歸類於鸛形目下。
早期的分類會將蛇鵜歸入本科下，作為一個屬存在。但2013年的研究顯示，本科實際上已經與蛇鵜已各自演化至少4000萬年以上，應為兩個獨立的科。2019年公布的鸟类分类系统則將本科與鰹鳥科、軍艦鳥科、蛇鵜科數科劃分成鰹鳥目。以下是2013年研究的支序圖：

|  | 鰹鳥科 Sulidae                                                                 |
|  |                                                                                |
|  | \| \| 蛇鵜科 Anhingidae \| \| \| \| \| \| 鸕鶿科 Phalacrocoracidae \| \| \| \| |
|  |                                                                                |
|  | 蛇鵜科 Anhingidae                                                              |
|  |                                                                                |
|  | 鸕鶿科 Phalacrocoracidae                                                       |
|  |                                                                                |

|  | 蛇鵜科 Anhingidae        |
|  |                          |
|  | 鸕鶿科 Phalacrocoracidae |
|  |                          |

|  | 鰹鳥科 Sulidae                                                                 |
|  |                                                                                |
|  | \| \| 蛇鵜科 Anhingidae \| \| \| \| \| \| 鸕鶿科 Phalacrocoracidae \| \| \| \| |
|  |                                                                                |
|  | 蛇鵜科 Anhingidae                                                              |
|  |                                                                                |
|  | 鸕鶿科 Phalacrocoracidae                                                       |
|  |                                                                                |

|  | 蛇鵜科 Anhingidae        |
|  |                          |
|  | 鸕鶿科 Phalacrocoracidae |
|  |                          |

在內部分類方面，由於鸕鶿科鳥類的外形皆相當類似，在早期的大多數以型態區別的分類系統內，鸕鶿科僅下屬鸕鶿屬一屬。:326但此種分類方式並未有得到普遍的認同，當中部分研究就已認為本科應劃分為2—9個屬，例如1976年的研究認為應劃分為生存於淡水環境的及生活於海水環境的，並下劃數個亞屬。:3262014年，一份研究認為該科應該劃分為7個屬，並獲得了大多數名錄的認可。但2023年，有研究指出小鸕鶿屬可能有需要再拆分為兩個屬（該新建的屬為）。
南半球的多數鸕鶿在外觀上相當類似，因此在分類中鸕鶿整體物種數量仍然不定（約26—40種），並導致其物種的科學名稱及俗名混亂。:326例如現今的蓝眼鸬鹚、毛脸鸬鹚、坎岛鸬鹚等一眾藍眼鸕鶿屬物種曾僅為4個物種，形成了所謂的「藍眼鸕鶿複合體」（Imperial Shag complex）。:326現今的研究認為這些外觀相似是趨同演化的結果。
以下是根據2023年研究所形成的科下支序圖：

|  | \| \| 藍眼鸕鶿屬 （15個物種） \| \| \| \| \| \| 短翅鸕鶿屬 （3個物種） \| \| \| \| |
|  |                                                                                    |
|  | 欧鸬鹚属 （1個物種）                                                               |
|  |                                                                                    |
|  | 藍眼鸕鶿屬 （15個物種）                                                            |
|  |                                                                                    |
|  | 短翅鸕鶿屬 （3個物種）                                                             |
|  |                                                                                    |

|  | 藍眼鸕鶿屬 （15個物種） |
|  |                         |
|  | 短翅鸕鶿屬 （3個物種）  |
|  |                         |

|  | 鸕鶿屬 （11個物種）  |
|  |                      |
|  | 海鸕鶿屬 （4個物種） |
|  |                      |

|  | \| \| 藍眼鸕鶿屬 （15個物種） \| \| \| \| \| \| 短翅鸕鶿屬 （3個物種） \| \| \| \| |
|  |                                                                                    |
|  | 欧鸬鹚属 （1個物種）                                                               |
|  |                                                                                    |
|  | 藍眼鸕鶿屬 （15個物種）                                                            |
|  |                                                                                    |
|  | 短翅鸕鶿屬 （3個物種）                                                             |
|  |                                                                                    |

|  | 藍眼鸕鶿屬 （15個物種） |
|  |                         |
|  | 短翅鸕鶿屬 （3個物種）  |
|  |                         |

|  | 鸕鶿屬 （11個物種）  |
|  |                      |
|  | 海鸕鶿屬 （4個物種） |
|  |                      |

|  | \| \| 藍眼鸕鶿屬 （15個物種） \| \| \| \| \| \| 短翅鸕鶿屬 （3個物種） \| \| \| \| |
|  |                                                                                    |
|  | 欧鸬鹚属 （1個物種）                                                               |
|  |                                                                                    |
|  | 藍眼鸕鶿屬 （15個物種）                                                            |
|  |                                                                                    |
|  | 短翅鸕鶿屬 （3個物種）                                                             |
|  |                                                                                    |

|  | 藍眼鸕鶿屬 （15個物種） |
|  |                         |
|  | 短翅鸕鶿屬 （3個物種）  |
|  |                         |

|  | 鸕鶿屬 （11個物種）  |
|  |                      |
|  | 海鸕鶿屬 （4個物種） |
|  |                      |

|  | \| \| 藍眼鸕鶿屬 （15個物種） \| \| \| \| \| \| 短翅鸕鶿屬 （3個物種） \| \| \| \| |
|  |                                                                                    |
|  | 欧鸬鹚属 （1個物種）                                                               |
|  |                                                                                    |
|  | 藍眼鸕鶿屬 （15個物種）                                                            |
|  |                                                                                    |
|  | 短翅鸕鶿屬 （3個物種）                                                             |
|  |                                                                                    |

|  | 藍眼鸕鶿屬 （15個物種） |
|  |                         |
|  | 短翅鸕鶿屬 （3個物種）  |
|  |                         |

|  | 鸕鶿屬 （11個物種）  |
|  |                      |
|  | 海鸕鶿屬 （4個物種） |
|  |                      |

|  | \| \| 藍眼鸕鶿屬 （15個物種） \| \| \| \| \| \| 短翅鸕鶿屬 （3個物種） \| \| \| \| |
|  |                                                                                    |
|  | 欧鸬鹚属 （1個物種）                                                               |
|  |                                                                                    |
|  | 藍眼鸕鶿屬 （15個物種）                                                            |
|  |                                                                                    |
|  | 短翅鸕鶿屬 （3個物種）                                                             |
|  |                                                                                    |

|  | 藍眼鸕鶿屬 （15個物種） |
|  |                         |
|  | 短翅鸕鶿屬 （3個物種）  |
|  |                         |

|  | 鸕鶿屬 （11個物種）  |
|  |                      |
|  | 海鸕鶿屬 （4個物種） |
|  |                      |

|  | \| \| 藍眼鸕鶿屬 （15個物種） \| \| \| \| \| \| 短翅鸕鶿屬 （3個物種） \| \| \| \| |
|  |                                                                                    |
|  | 欧鸬鹚属 （1個物種）                                                               |
|  |                                                                                    |
|  | 藍眼鸕鶿屬 （15個物種）                                                            |
|  |                                                                                    |
|  | 短翅鸕鶿屬 （3個物種）                                                             |
|  |                                                                                    |

|  | 藍眼鸕鶿屬 （15個物種） |
|  |                         |
|  | 短翅鸕鶿屬 （3個物種）  |
|  |                         |

|  | 鸕鶿屬 （11個物種）  |
|  |                      |
|  | 海鸕鶿屬 （4個物種） |
|  |                      |

|  | \| \| 藍眼鸕鶿屬 （15個物種） \| \| \| \| \| \| 短翅鸕鶿屬 （3個物種） \| \| \| \| |
|  |                                                                                    |
|  | 欧鸬鹚属 （1個物種）                                                               |
|  |                                                                                    |
|  | 藍眼鸕鶿屬 （15個物種）                                                            |
|  |                                                                                    |
|  | 短翅鸕鶿屬 （3個物種）                                                             |
|  |                                                                                    |

|  | 藍眼鸕鶿屬 （15個物種） |
|  |                         |
|  | 短翅鸕鶿屬 （3個物種）  |
|  |                         |

|  | 鸕鶿屬 （11個物種）  |
|  |                      |
|  | 海鸕鶿屬 （4個物種） |
|  |                      |

|  | \| \| 藍眼鸕鶿屬 （15個物種） \| \| \| \| \| \| 短翅鸕鶿屬 （3個物種） \| \| \| \| |
|  |                                                                                    |
|  | 欧鸬鹚属 （1個物種）                                                               |
|  |                                                                                    |
|  | 藍眼鸕鶿屬 （15個物種）                                                            |
|  |                                                                                    |
|  | 短翅鸕鶿屬 （3個物種）                                                             |
|  |                                                                                    |

|  | 藍眼鸕鶿屬 （15個物種） |
|  |                         |
|  | 短翅鸕鶿屬 （3個物種）  |
|  |                         |

|  | 鸕鶿屬 （11個物種）  |
|  |                      |
|  | 海鸕鶿屬 （4個物種） |
|  |                      |

## 形態特徵

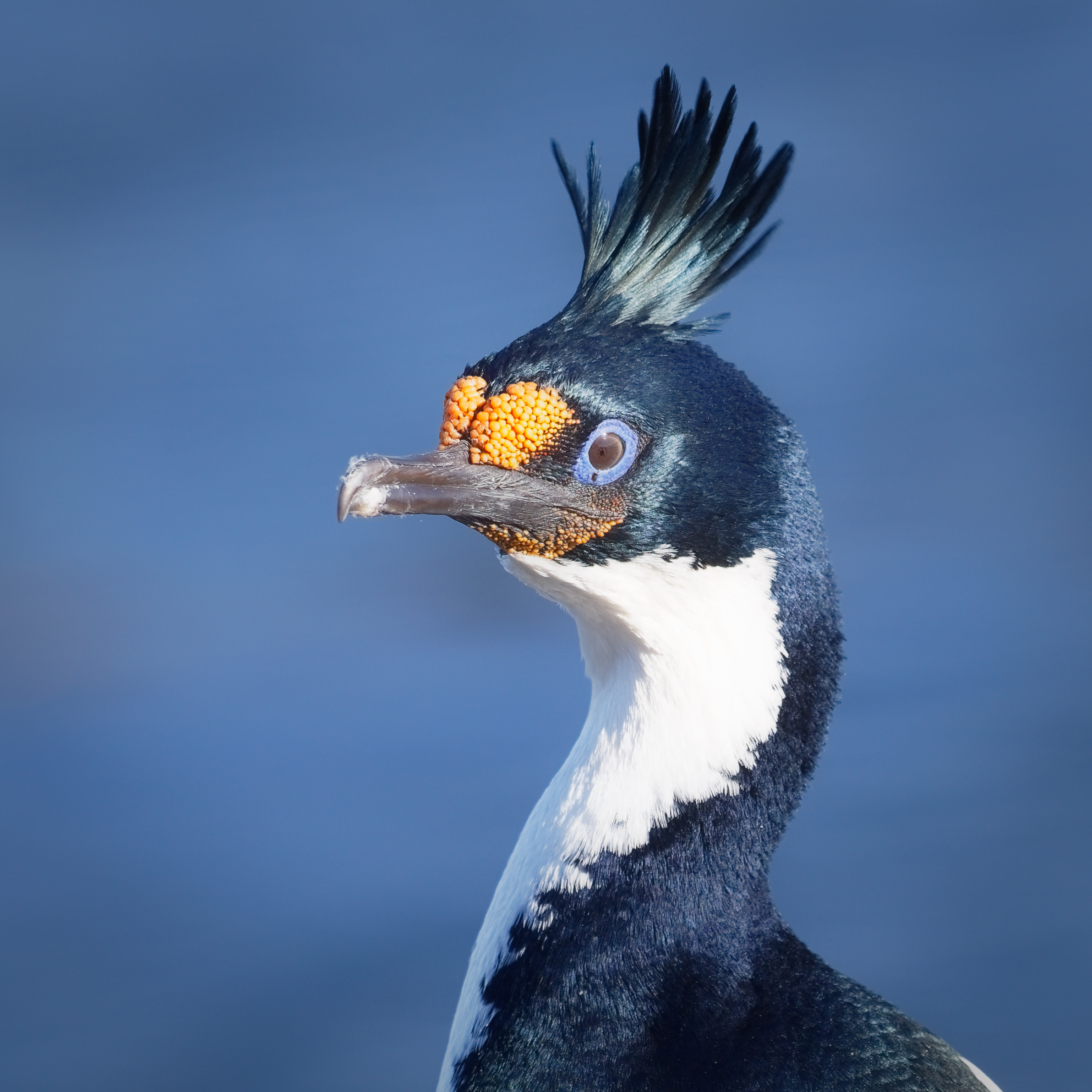
克岛鸬鹚的頭部特寫，是在繁殖季時會有額外冠羽的一個例子

鸕鶿是一群特徵明顯的中大型水鳥，其體長介於45—100公分，體重則在0.7—3.5公斤之間。牠們的體態修長、頭部呈橢圓形、脖子較為側扁、鳥喙細長且末端呈勾狀、尾部長而硬，且四個腳趾間皆具有蹼相連。:159其短腳長在身體的後方。虹膜則可呈黃色、藍色、綠色或褐色。通常鸕鶿的羽色較為單調，以白、黑、棕為主，常帶有金屬藍或金屬綠的光澤。:159
當中除了皮岛鸬鹚、点斑鸬鹚及红腿鸬鹚為灰色腹部之外，分佈於南半球的鸕鶿多帶有白色的腹部。:159反之在北半球的鸕鶿則全身通黑。但幼鳥通常是棕色等暗淡的顏色。:159
雌雄鳥在羽色、外形上差異不大，但體型上雄性略大。但到了繁殖季期間，其面部裸露的皮膚和喉囊、眼圈、喙和口腔黏膜會呈現紅、黃、綠或藍等不同顏色；視不同物種頭頸處還會有額外的冠羽。

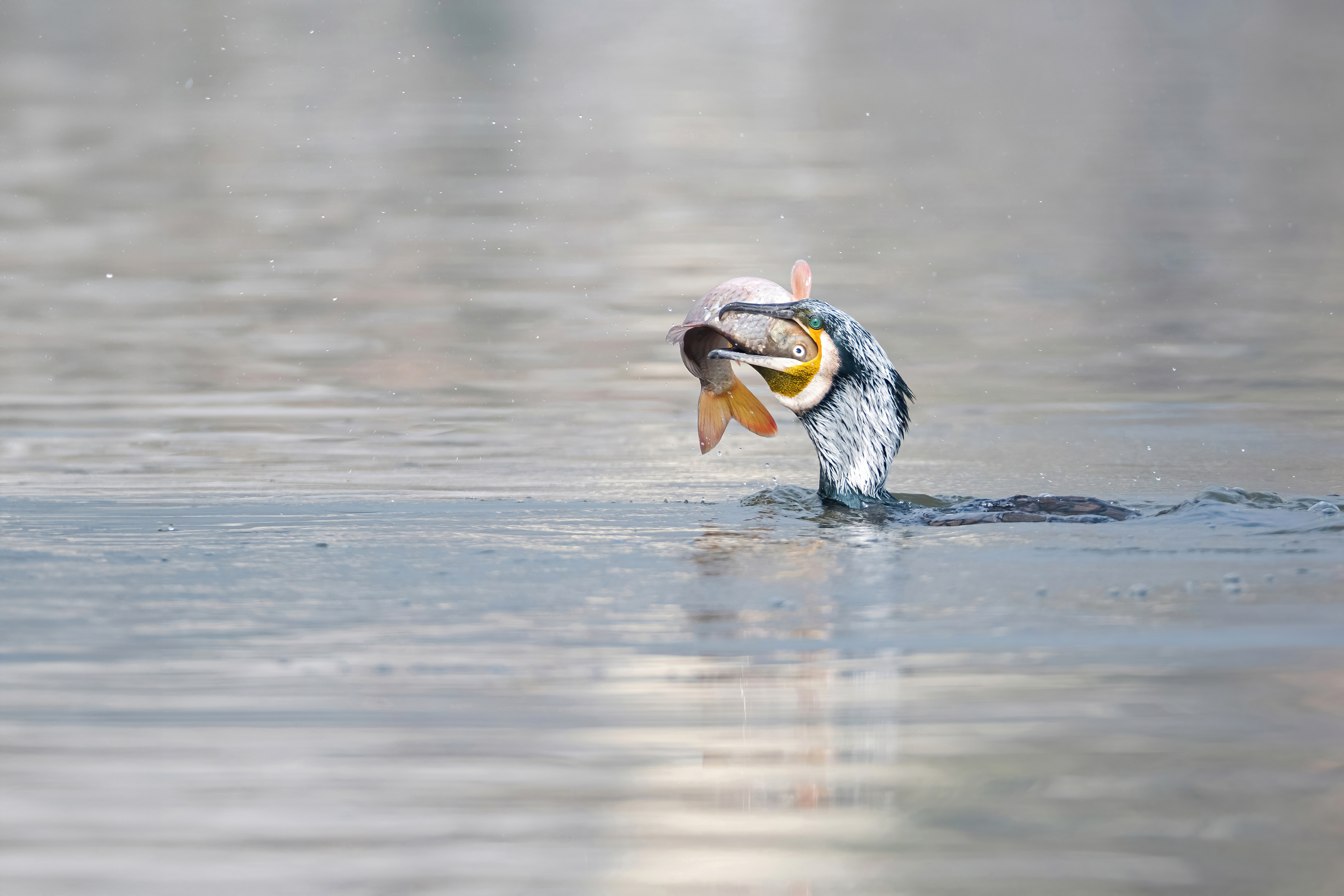
鸕鶿能夠吞下大型獵物

鸕鶿喙側的皮膚及喉部相當具有彈性，其鼻額的關節能夠將上喙拉起，使牠們能夠吞下大型獵物；而喉部的頸椎骨也演化至能夠適應推動巨大獵物向下。:160

## 分佈範圍及生存環境
鸕鶿是一種全球皆近乎有分佈的鳥類，其中在熱帶和溫帶地區的多樣性最大。本科物種由於以魚類等水域生物為食，因此其出現範圍不會離水域太遠，但除了這點限制之外，鸕鶿可適應於各種水域環境，包含湖泊、沼澤、鹽澤、河川、瀉湖、河口、與海岸線邊等等。不過除了少數幾種鸕鶿為淡水物種之外，多數仍為海鳥。視不同物種，鸕鶿可以是會遷徙的鳥類，但島嶼型的鸕鶿則皆為留鳥。

## 習性

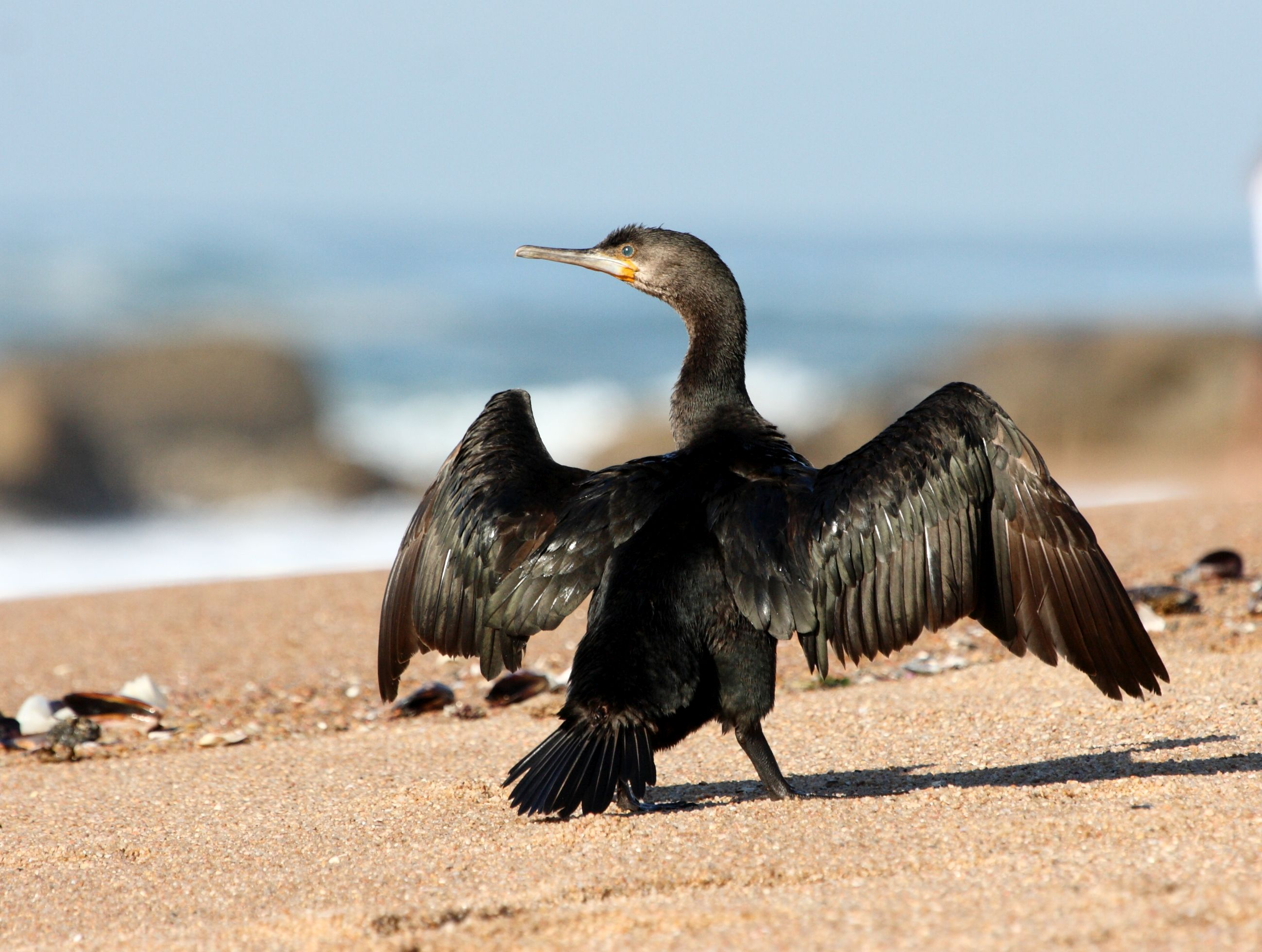
南非鸬鹚進行「展翅」動作以將翅膀晾乾

在鵜形目及鰹鳥目中，鸕鶿與蛇鵜是唯二以在水中快速游泳的方式捕捉獵物的鳥類，利用其較少脂肪及可將空氣排出的羽毛層，一些鸕鶿能潛水約3—4分鐘左右。:158, 161牠們主要以魚類為食，而軟體動物、甲殼類、頭足類、蛙、水生昆蟲、水蛇和龜等生物是較為次要的食物。補食時，鸕鶿以腳為動力，用其尖銳彎曲的鳥喙在潛水時捕捉獵物。鸕鶿由於其易濕的羽毛，因此常常在岸邊做出展開翅膀的行為以晾乾身體、調節體溫。鸕鶿有著集體棲息和集體覓食的習性。
繁殖時，本科物種採季節性的一夫一妻制，巢址和伴侶可能會每年更換，並會有集體繁殖的習慣。僅少數鸕鶿會於樹上築巢，其他大多數則選擇於地面上築巢，材料以海草和雜草構成，有些鸕鶿甚至僅在地面掘淺坑為巢而不添加其他材料。雌鳥通常每次產2—4枚卵（最多7枚），但因雙親會在產下1—2枚卵就開始孵化的緣故，幼鳥的孵化時間會有所不同，且幼鳥在孵化後有階層之分。孵化需時23—35天，在50—80天後幼鳥即可展翅離巢，但有些鸕鶿幼鳥在具備離巢能力後仍可能再由雙親照養4個月。通常鸕鶿會在第三或第四年達到性成熟並展開下一次的繁殖循環。
鸕鶿是一種較為安靜的鳥類，其聲音並不具有明顯特色，且多僅出現在驚嚇、集體進食及繁殖時發出叫聲，其中又以雄鳥叫聲較多；雌鳥則幾乎完全沉默，僅可能發出一些嘶聲。:159但鸕鶿仍有能力辨認其配偶及鄰居的呼叫聲。:159

## 與人類的關係

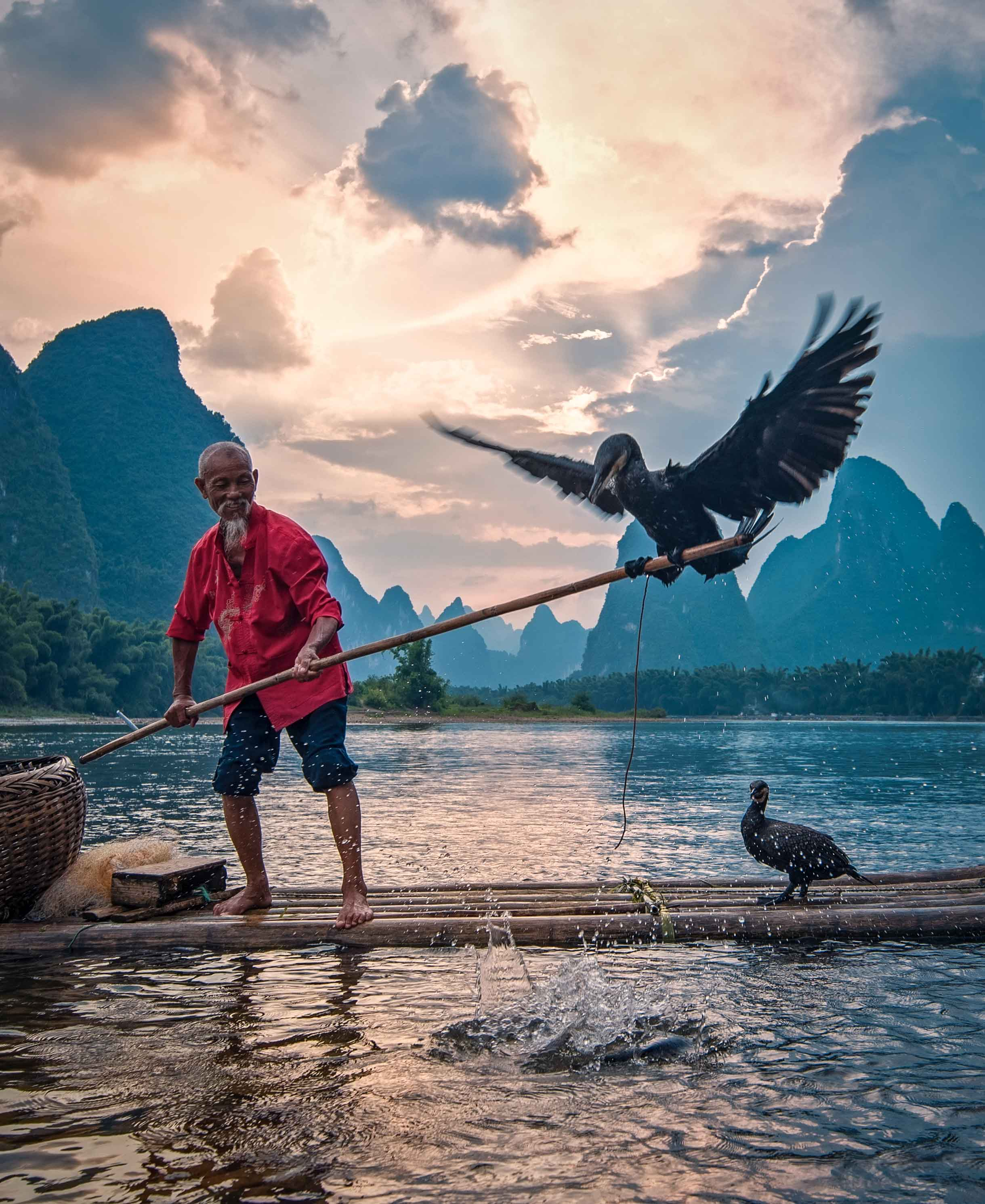
漁夫與其飼養的鸕鶿，攝於中國廣西省阳朔县

人類利用鸕鶿捕魚的特性，自公元三世紀時就發展出了一套相關的捕魚技術。漁夫藉由口哨、喊叫等指示訓練鸕鶿，使之在水中捕魚後在上岸後將獵物吐出，以獲得食物等獎勵。中國是當中唯一完全馴化了這個物種的國家，但這種技術在中國已經瀕臨消失。在日本、歐洲、祕魯等地也有以捕魚、商業或娛樂等目的訓練鸕鶿捕捉魚類，現今演變成一種觀光展演活動。
鸕鶿也是海鳥糞礦的主要提供者，例如一些在秘魯和智利部分地區的南美鸬鹚就曾製造了大量的鳥糞礦，並為當地的產業帶來財富，但也因此成為其棲地流失的隱憂之一。

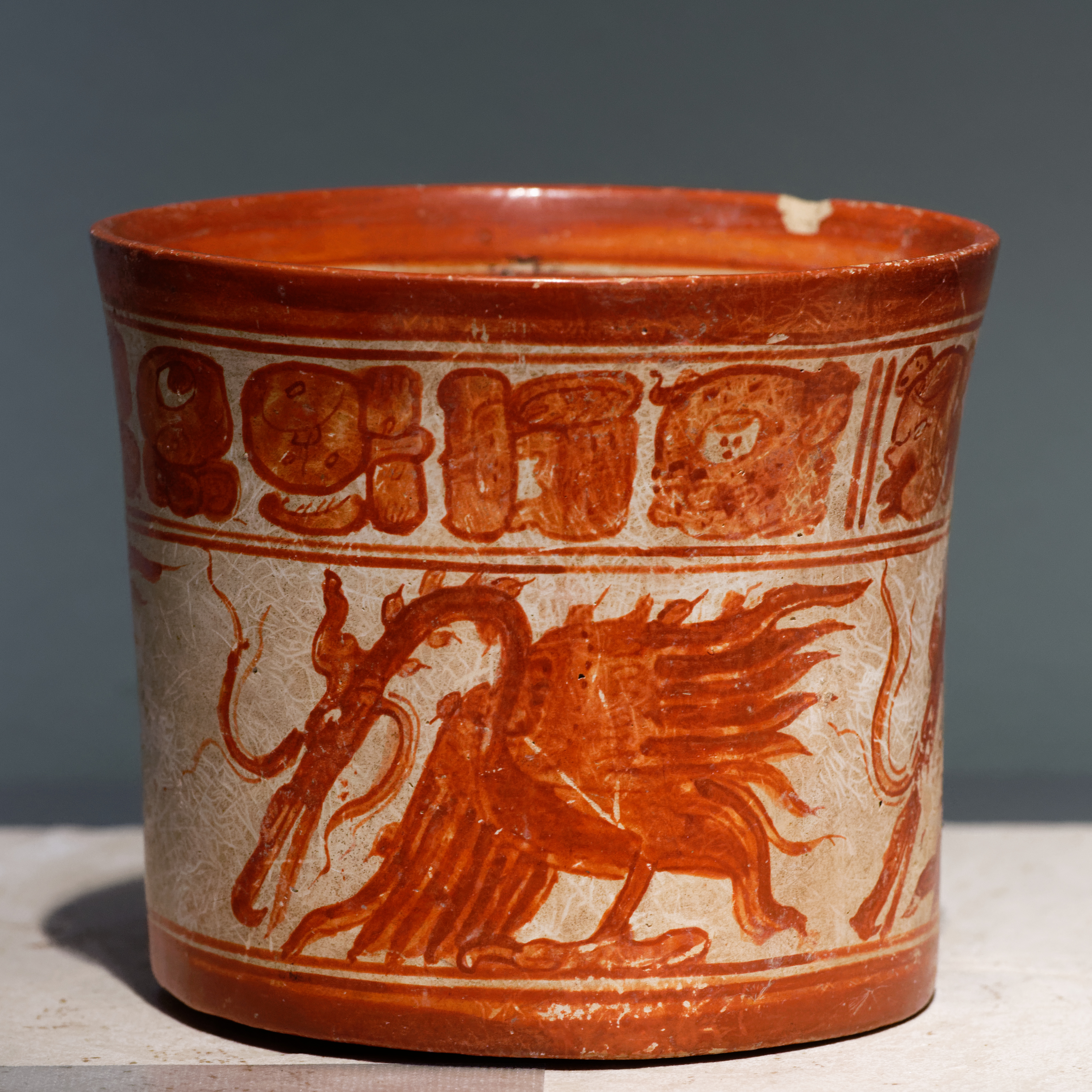
刻有鸕鶿形象的瑪雅文化陶器，約在公元550—950年間製作

在中國商朝的墓葬品中就已有關於鸕鶿形象的製品，而鸕鶿及魚的形象被認為是黃龍的形象起源。瑪雅文化中，鸕鶿也會出現在藝術創作中，並可能為瑪雅神話中的雨神恰克提供了一些形象。鸕鶿站立曬乾翅膀的動作，常常成為圖像學和紋章學中的一個形象，並因此會與受難基督的犧牲形象聯想；因此在《失樂園》中，约翰·弥尔顿將鸕鶿做為撒旦的偽裝之一，象徵著貪婪和過量。

## 威脅與保育
鸕鶿主要的威脅來自於環境的變化，例如持續的暴風雨及聖嬰現象帶來的食物減少，殺蟲劑、重金屬及赤潮生物產生的污染及毒素。:182而寄生蟲及新城病也曾導致了部分地區的鸕鶿大量死亡，但這些問題通常在環境未被污染或食物足夠時能快速回復。:182而鸕鶿也常被人類視作是影響漁業的有害生物，因此常遭到漁民的迫害。
當前《國際自然保護聯盟瀕危物種紅色名錄》中被國際鳥盟承認為物種的鸕鶿裡，逾半為無危物種。除了因狩獵於1850年代初絕滅的白令鸬之外，當中僅查岛鸬鹚因受到人類農業、野生哺乳動物的干擾及先天繁殖範圍不大，被列為極危物種。而其他三種鸕鶿（岸鸬鹚、皮岛鸬鹚、南非鸬鹚）則因食物減少、族群極小及受到干擾等原因，被列為瀕危物種。多數被認為有風險的鸕鶿都是因為牠們是島嶼上的特有種——意即這些物種族群數量本少，並限制於幾座島嶼內，因此天生帶有高滅絕風險。

## 下屬物種
根據世界鳥類學家聯合會之名錄，本科目前共有7屬40個物種：
- 小鸕鶿屬 
  - 侏鸬鹚  (Pallas, 1773)
  - 长尾鸬鹚  (Gmelin, JF, 1789)
  - 冠鸬鹚  (Wahlberg, 1855)
  - 黑颈鸬鹚  (Vieillot, 1817)
  - 小斑鸬鹚  (Vieillot, 1817)
- 紅腿鸕鶿屬 
  - 红腿鸬鹚  (Garnot, 1828)
- 海鸬鹚属 
  - 加州鸬鹚  (Brandt, JF, 1837)
  - 红脸鸬鹚  (Gmelin, JF, 1789)
  - 海鸬鹚  (Pallas, 1811)
  - †白令鸬  (Pallas, 1811)
- 鸕鶿屬 
  - 岸鸬鹚  (Wahlberg, 1855)
  - 黑喉鸬鹚  Ogilvie-Grant & Forbes, HO, 1899
  - 皮岛鸬鹚  Buller, 1873
  - 点斑鸬鹚  (Sparrman, 1786)
  - 黑脸鸬鹚  (Vieillot, 1817)
  - 斑鸬鹚  (Gmelin, JF, 1789)
  - 小黑鸬鹚  (Brandt, JF, 1837)
  - 印度鸬鹚  Stephens, 1826
  - 南非鸬鹚  (Sparrman, 1788)
  - 暗绿背鸬鹚  (Temminck & Schlegel, 1850)
  -   (Linnaeus, 1758)
- 欧鸬鹚属 
  - 欧鸬鹚  (Linnaeus, 1761)
- 短翅鸬鹚属 
  - 弱翅鸬鹚  (Rothschild, 1898)
  - 美洲鸬鹚  (Gmelin, JF, 1789)
  - 角鸬鹚  (Lesson, RP, 1831)
- 蓝眼鸬鹚属 
  - 岩鸬鹚  (Gmelin, JF, 1789)
  - 南美鸬鹚  (Lesson, RP, 1837)
  - 邦岛鸬鹚  (Ogilvie-Grant, 1901)
  - 毛脸鸬鹚  (Gmelin, JF, 1789)
  - 查岛鸬鹚  (Forbes, HO, 1893)
  - 铜鸬鹚  (Gray, GR, 1845)
  - 奥岛鸬鹚  (Buller, 1888)
  - 坎岛鸬鹚  (Filhol, 1878)
  - 蓝眼鸬鹚  (King, PP, 1828)
  - 南乔治亚鸬鹚  (Lönnberg, 1906)
  - 科岛鸬鹚  (Blyth, 1860)
  - 南极鸬鹚  (Murphy, 1936)
  - 克岛鸬鹚  (Cabanis, 1875)
  - 哈岛鸬鹚  (Falla, 1937)
  - 麦岛鸬鹚  (Brandt, JF, 1837)

### 化石物種
目前歸於鸕鶿的的化石，最早可追溯至白堊紀期間，除了化石屬之外，部分現代屬（如鸕鶿屬）也有一些化石種。以下僅列出屬或未被歸類的標本：

#### 白堊紀
- 標本AMNH 25272：化石發現於美國的晚白堊世地層。[38]

#### 古近紀
- ：化石發現於英國的中始新世地層。[39]
- ：化石發現於澳洲的晚漸新世或早中新世地層。[40]
- ：化石發現於哈薩克的晚漸新世及德國早中新世地層。[41]

#### 新近紀
- ：化石發現於德國的早中新世地層。[42]
- ：化石發現於法國、德國及捷克的早中新世地層。[37]
- ：化石發現於法國的早中新世地層。[40]
- ：化石發現於印度的晚上新世地層。[43]

## 延伸閱讀
- King, Richard J. . ForeEdge. 2014-08. ISBN 978-1611686999 （英语）.

## 外部連結
- 维基共享资源上的相關多媒體資源：鸕鶿科
- 維基物種上的相關：鸕鶿科
- 维基文库中的相關文獻：鸕鶿科